# Рейд Кабраль, Дональд
Джо́зеф До́нальд Рид Кабра́ль (исп. Joseph Donald Reid Cabral; 9 июля 1923, Сантьяго-де-лос-Трейнта-Кабальерос, Доминиканская Республика — 22 июля 2006) — доминиканский государственный деятель, глава правящего Триумвирата Доминиканской Республики (1963—1965).

## Биография
Был потомком переселенца из Шотландии, его прадед Хосе Мария Кабраль-и-Луна занимал президентский пост в XIX веке (1866—1868). Получил высшее юридическое образование в Университете Санто-Доминго. Работал адвокатом, затем перешёл начал дипломатическую карьеру, в том числе занимал должность специального посланника ООН в Израиле. Также активно занимался автодилерским бизнесом, как посредник поставлял американские автомобили армии и полиции Доминиканской республики. Личное состояние Кабраля оценивалось в 8 миллионов долларов
1962—1963 гг. — член и вице-президент Государственного совета (Consejos де Estado),
1963 г. — после свержения президента Хуана Боша — член, а с декабря — председатель правящего Триумвирата Доминиканской Республики. В этом качестве он одновременно занимал посты министров иностранных дел и обороны. Его правительство в первую очередь опиралось на поддержку США и потому зачастую именовалось марионеточным. В этот период отмечен значительный рост коррупции при одновременном обострении социально-экономических и общественно-политических проблем страны: нехватки продовольствия из-за засухи, массовой безработицы, роста числа забастовок и постоянного противостояния с диссидентами.
24 апреля 1965 г. повстанцы заняли столицу страны и провозгласили временным президентом являвшегося вице-президентом при Хуане Боше Хосе Уренью, которого через два дня заменил полковник Франсиско Альберто Кааманьо.
В 1979 г. он стал членом Административного совета американо-доминиканского Института культуры (ICDA). После ухода в отставку президента Хоакина Балагера, c 1996 г. был его преемником на посту председателя Христианско-социальной реформистской партии.